# Sehima ischaemoides
Sehima ischaemoides är en gräsart som beskrevs av Peter Forsskål. Sehima ischaemoides ingår i släktet Sehima och familjen gräs. Inga underarter finns listade i Catalogue of Life.